# Mycosphaerella acaciigena
Mycosphaerella acaciigena är en svampart som beskrevs av Crous & M.J. Wingf. 2004. Mycosphaerella acaciigena ingår i släktet Mycosphaerella och familjen Mycosphaerellaceae.   Inga underarter finns listade i Catalogue of Life.